# Aribe
Aribe és un municipi de Navarra, a la comarca d'Auñamendi, dins la merindad de Sangüesa.

## Topònim
El topònim Aribe prové etimològicament de l'expressió en euskera Ari(a) be(h)i (sota Ària) i fa referència al veí poble d'Aria, que està situat a major altitud. En castellà el nom s'ha solgut transcriure tradicionalment com Arive, encara que actualment és oficial la forma Aribe, que s'ajusta a les regles ortogràfiques del basc.

## Demografia
| Evolució demogràfica                             | Evolució demogràfica | Evolució demogràfica | Evolució demogràfica | Evolució demogràfica | Evolució demogràfica | Evolució demogràfica | Evolució demogràfica | Evolució demogràfica | Evolució demogràfica | Evolució demogràfica |
| 1996                                             | 1998                 | 1999                 | 2000                 | 2001                 | 2002                 | 2003                 | 2004                 | 2005                 | 2006                 | 2007                 |
| ------------------------------------------------ | -------------------- | -------------------- | -------------------- | -------------------- | -------------------- | -------------------- | -------------------- | -------------------- | -------------------- | -------------------- |
| 70                                               | 67                   | 63                   | 60                   | 62                   | 63                   | 62                   | 62                   | 62                   | 62                   | 61                   |
| Fonts: Aribe i Institut d'Estadística de Navarra |                      |                      |                      |                      |                      |                      |                      |                      |                      |                      |